# HC Oceláři Třinec v české hokejové extralize 2006/2007

## Fakta
- V sezoně 2006/2007 - Jaroslav Kudrna a Jan Peterek překonali hranici 200 branek v extralize
- V sezoně 2006/2007 - Třinečtí fanoušci se ukázali republice, když v TV utkání proti Spartě fandili až do konce. Utkání nakonec skončilo 9:2 pro Spartu. Třinečtí fanoušci si tímto projevem vysloužili pochvalu i od komentátorů ČT.
- V sezóně 2006/2007 se v utkání Třinec - Pardubice (7:5) trefili třikrát do černého nejdříve pardubický Petr Sýkora a poté třinecký Rostislav Martynek. Třinecký útočník zakončil svou třetí trefou účet utkání, ve kterém se radoval Třinec.

## Základní část

### HC Znojemští Orli
- 12.09.2006 HC Oceláři Třinec - HC Znojemští Orli 1 : 3 (0 : 2, 0 : 0, 1 : 1)
- 20.10.2006 HC Znojemští Orli - HC Oceláři Třinec 4 : 1 (1 : 0, 1 : 1, 2 : 0)
- 01.12.2006 HC Oceláři Třinec - HC Znojemští Orli 7 : 2 (2 : 0, 2 : 0, 3 : 2)
- 19.01.2007 HC Znojemští Orli - HC Oceláři Třinec 1 : 0 (0 : 0, 0 : 0, 1 : 0)

### HC Litvínov
- 24.09.2006 HC Litvínov - HC Oceláři Třinec 3 : 4 (2 : 0, 1 : 2, 0 : 2)
- 03.11.2006 HC Oceláři Třinec - HC Litvínov 5 : 2 (3 : 1, 2 : 1, 0 : 0)
- 22.12.2006 HC Litvínov - HC Oceláři Třinec 2 : 4 (0 : 0, 2 : 2, 0 : 2)
- 30.01.2007 HC Oceláři Třinec - HC Litvínov 3 : 2 SN (1 : 0, 0 : 2, 1 : 0, 0 : 0, 2 : 1) - rozhodující penaltu proměnil Roman Hlouch

### HC Rabat Kladno
- 29.09.2006 HC Oceláři Třinec - HC Rabat Kladno 7 : 5 (3 : 2, 3 : 2, 1 : 1)
- 15.11.2006 HC Rabat Kladno - HC Oceláři Třinec 5 : 3 (1 : 1, 2 : 1, 2 : 1)
- 27.12.2006 HC Oceláři Třinec - HC Rabat Kladno 4 : 2 (0 : 1, 1 : 0, 3 : 1)
- 02.02.2007 HC Rabat Kladno - HC Oceláři Třinec 3 : 2 SN (0 : 1, 1 : 0, 1 : 1, 0 : 0) - rozhodující penaltu proměnil Martin Procházka

### Bílí Tygři Liberec
- 10.09.2006 Bílí Tygři Liberec - HC Oceláři Třinec 3 : 2 SN (0 : 0, 1 : 1, 1 : 1, 0 : 0, 1 : 0) - rozhodující penaltu proměnil Václav Pletka
- 15.10.2006 HC Oceláři Třinec - Bílí Tygři Liberec 2 : 3 SN (0 : 1, 2 : 0, 0 : 1) - rozhodující penaltu proměnil Jan Plodek
- 28.11.2006 Bílí Tygři Liberec - HC Oceláři Třinec 0 : 1 (0 : 1, 0 : 0, 0 : 0)
- 16.01.2007 HC Oceláři Třinec - Bílí Tygři Liberec 3 : 2 (2 : 0, 0 : 2, 1 : 0)

### HC Sparta Praha
- 10.10.2006 HC Oceláři Třinec - HC Sparta Praha 2 : 9 (1 : 2, 0 : 5, 1 : 2)
- 24.11.2006 HC Sparta Praha - HC Oceláři Třinec 4 : 3 (2 : 2, 1 : 1, 1 : 0)
- 07.01.2007 HC Oceláři Třinec - HC Sparta Praha 3 : 2 PP (1 : 1, 1 : 0, 0 : 1, 1 : 0) - branka v prodloužení 64. Roman Tomas
- 12.02.2007 HC Sparta Praha - HC Oceláři Třinec 1 : 2 PP (0 : 0, 1 : 0, 0 : 1, 0 : 1) - branka v prodloužení 62. Jiří Polanský

### HC Moeller Pardubice
- 23.09.2006 HC Oceláři Třinec - HC Moeller Pardubice 7 : 5 (2 : 3, 3 : 0, 2 : 2) - hetrik Rostislav Martynek
- 29.10.2006 HC Moeller Pardubice - HC Oceláři Třinec 7 : 2 (2 : 0, 2 : 1, 3 : 1)
- 20.12.2006 HC Oceláři Třinec - HC Moeller Pardubice 2 : 5 (0 : 1, 2 : 1, 0 : 3)
- 28.01.2007 HC Moeller Pardubice - HC Oceláři Třinec 6 : 5 (2 : 0, 2 : 3, 2 : 2)

### Vsetínská hokejová
- 15.09.2006 Vsetínská hokejová - HC Oceláři Třinec 5 : 4 SN (1 : 2, 0 : 1, 3 : 1, 0 : 0) - rozhodující penaltu proměnil Tomáš Demel
- 22.10.2006 HC Oceláři Třinec - Vsetínská hokejová 5 : 1 (1 : 0, 1 : 0, 3 : 1) - hetrik Rostislav Martynek
- 03.12.2006 Vsetínská Hokejová - HC Oceláři Třinec 2 : 3 (0 : 3, 1 : 0, 1 : 0)
- 21.01.2007 HC Oceláři Třinec - Vsetínská Hokejová 1 : 3 (0 : 2, 1 : 0, 0 : 1)

### HC Mountfield České Budějovice
- 08.09.2006 HC Oceláři Třinec - HC Mountfield České Budějovice 1 : 3 (0 : 1, 1 : 1, 0 : 1)
- 13.10.2006 HC Mountfield České Budějovice - HC Oceláři Třinec 3 : 1 (0 : 0, 1 : 1, 2 : 0)
- 26.11.2006 HC Oceláři Třinec - HC Mountfield České Budějovice 2 : 1 (0 : 0, 1 : 0, 1 : 1)
- 09.01.2007 HC Mountfield České Budějovice - HC Oceláři Třinec 4 : 2 (1 : 0, 1 : 1, 2 : 1)

### HC Hamé Zlín
- 06.10.2006 HC Oceláři Třinec - HC Hamé Zlín 5 : 4 PP (2 : 0, 0 : 3, 2 : 1, 1 : 0)
- 19.11.2006 HC Hamé Zlín - HC Oceláři Třinec 0 : 1 (0 : 0, 0 : 1, 0 : 0)
- 02.01.2007 HC Oceláři Třinec - HC Hamé Zlín 4 : 5 SN (2 : 1, 1 : 2, 1 : 1, 0 : 0, 2:3) - rozhodující penaltu proměnil Martin Záhorovský
- 16.02.2007 HC Hamé Zlín - HC Oceláři Třinec 4 : 3 (2 : 1, 1 : 0, 1 : 1)

### HC Energie Karlovy Vary
- 08.10.2006 HC Energie Karlovy Vary - HC Oceláři Třinec 1 : 4 (1 : 2, 0 : 0, 0 : 2)
- 21.11.2006 HC Oceláři Třinec - HC Energie Karlovy Vary 5 : 1 (1 : 0, 2 : 0, 2 : 1) - 2 000. branka Třince v součtu základní části a play-off vstřelil obránce Vlastimil Kroupa (v 15. kole 1. gól)
- 05.01.2007 HC Energie Karlovy Vary - HC Oceláři Třinec 4 : 0 (1 : 0, 1 : 0, 2 : 0)
- 18.02.2007 HC Oceláři Třinec - HC Energie Karlovy Vary 2 : 1 (2 : 1, 0 : 0, 0 : 0)

### HC Slavia Praha
- 19.09.2006 HC Slavia Praha - HC Oceláři Třinec 4 : 3 (1 : 1, 2 : 0, 1 : 2)
- 27.10.2006 HC Oceláři Třinec - HC Slavia Praha 1 : 2 SN (0 : 0, 0 : 1, 1 : 0) - rozhodující penaltu proměnil Tomáš Vlasák
- 08.12.2006 HC Slavia Praha - HC Oceláři Třinec 8 : 1 (0 : 0, 4 : 0, 4 : 1)
- 26.01.2007 HC Oceláři Třinec - HC Slavia Praha 0 : 7 (0 : 3, 0 : 3, 0 : 1)

### HC Lasselsberger Plzeň
- 01.10.2006 HC Lasselsberger Plzeň - HC Oceláři Třinec 1 : 4 (1 : 1, 0 : 0, 0 : 3)
- 17.11.2006 HC Oceláři Třinec - HC Lasselsberger Plzeň 3 : 4 (1 : 1, 2 : 2, 0 : 1)
- 29.12.2006 HC Lasselsberger Plzeň - HC Oceláři Třinec 6 : 2 (1 : 0, 3 : 1, 2 : 1)
- 14.02.2007 HC Oceláři Třinec - HC Lasselsberger Plzeň 2 : 1 (1 : 0, 0 : 0, 1 : 1)

### HC Vítkovice Steel
- 17.09.2006 HC Oceláři Třinec - HC Vítkovice Steel 6 : 1 (1 : 0, 4 : 1, 1 : 0)
- 24.10.2006 HC Vítkovice Steel - HC Oceláři Třinec 2 : 1 SN (1 : 1, 0 : 0, 0 : 0, 0 : 0) - rozhodující penaltu proměnil Procházka
- 05.12.2006 HC Oceláři Třinec - HC Vítkovice Steel 2 : 0 (0 : 0, 0 : 0, 2 : 0)
- 23.01.2007 HC Vítkovice Steel - HC Oceláři Třinec 3 : 2 SN (0 : 0, 1 : 2, 1 : 1, 0 : 0) - rozhodující penaltu proměnil Lukáš Klimek

## Play-off -Sezona 2006 / 2007
|  | Čtvrtfinále      | Čtvrtfinále      |              |   | Semifinále | Semifinále |  |  | Finále | Finále |
|  |                  |                  |              |   |            |            |  |  |        |        |
|  |                  |                  |              |   |            |            |  |  |        |        |
|  | Sparta Praha     | 4                |              |   |            |            |  |  |        |        |
|  | Sparta Praha     | 4                |              |   |            |            |  |  |        |        |
|  | Zlín             | 1                |              |   |            |            |  |  |        |        |
|  | Zlín             | 1                | Sparta Praha | 4 |            |            |  |  |        |        |
|  |                  |                  | Sparta Praha | 4 |            |            |  |  |        |        |
|  |                  | Liberec          | 1            |   |            |            |  |  |        |        |
|  | Liberec          | Liberec          | 1            | 4 |            |            |  |  |        |        |
|  | Liberec          |                  |              | 4 |            |            |  |  |        |        |
|  | Třinec           | 3                |              |   |            |            |  |  |        |        |
|  | Třinec           | 3                | Sparta Praha | 4 |            |            |  |  |        |        |
|  |                  |                  | Sparta Praha | 4 |            |            |  |  |        |        |
|  |                  | Pardubice        | 2            |   |            |            |  |  |        |        |
|  | Pardubice        | Pardubice        | 2            | 4 |            |            |  |  |        |        |
|  | Pardubice        |                  |              | 4 |            |            |  |  |        |        |
|  | Znojmo           | 3                |              |   |            |            |  |  |        |        |
|  | Znojmo           | 3                | Pardubice    | 4 |            |            |  |  |        |        |
|  |                  |                  | Pardubice    | 4 |            |            |  |  |        |        |
|  |                  | České Budějovice | 1            |   |            |            |  |  |        |        |
|  | Slavia Praha     | České Budějovice | 1            | 2 |            |            |  |  |        |        |
|  | Slavia Praha     |                  |              | 2 |            |            |  |  |        |        |
|  | České Budějovice | 4                |              |   |            |            |  |  |        |        |
|  | České Budějovice | 4                |              |   |            |            |  |  |        |        |

## Play off (předkolo)

### HC Oceláři Třinec-HC Energie Karlovy Vary3:0 na zápasy
1. utkání
|  | HC Energie Karlovy Vary | 1 - 3           | HC Oceláři Třinec |  |
|  | HC Energie Karlovy Vary | (1:0, 0:1, 0:2) | HC Oceláři Třinec |  |

| Souhrn zápasu Report | Souhrn zápasu Report     | Souhrn zápasu Report | Souhrn zápasu Report                                        | Souhrn zápasu Report |
| -------------------- | ------------------------ | -------------------- | ----------------------------------------------------------- | -------------------- |
|                      | 09:51 František Skladaný |                      | 25:37 Juraj Štefanka 47:36 Juraj Štefanka 59:06 Roman Tomas |                      |

2. utkání
|  | HC Energie Karlovy Vary | 2 - 3           | HC Oceláři Třinec |  |
|  | HC Energie Karlovy Vary | (0:0, 2:1, 0:2) | HC Oceláři Třinec |  |

| Souhrn zápasu Report | Souhrn zápasu Report                   | Souhrn zápasu Report | Souhrn zápasu Report                                           | Souhrn zápasu Report |
| -------------------- | -------------------------------------- | -------------------- | -------------------------------------------------------------- | -------------------- |
|                      | 31:08 Jan Košťál 36:15 Václav Skuhravý |                      | 38:17 Juraj Štefanka 48:54 Juraj Štefanka 50:50 Lubomír Korhoň |                      |

3. utkání
|  | HC Oceláři Třinec | 2 - 1 SN        | HC Energie Karlovy Vary |  |
|  | HC Oceláři Třinec | (0:0, 1:0, 0:1) | HC Energie Karlovy Vary |  |

| Souhrn zápasu Report | Souhrn zápasu Report                             | Souhrn zápasu Report | Souhrn zápasu Report | Souhrn zápasu Report |
| -------------------- | ------------------------------------------------ | -------------------- | -------------------- | -------------------- |
|                      | 38:50 Zdeněk Skořepa rozhodující SN Roman Hlouch |                      | 49:52 Petr Kumstát   |                      |

## Play off (čtvrtfinále)

### HC Oceláři Třinec-Bílí Tygři Liberec3:4 na zápasy
1. utkání
|  | Bílí Tygři Liberec | 2 - 1 PP              | HC Oceláři Třinec |  |
|  | Bílí Tygři Liberec | (0:0, 1:0, 0:1 - 1:0) | HC Oceláři Třinec |  |

| Souhrn zápasu Report | Souhrn zápasu Report                  | Souhrn zápasu Report | Souhrn zápasu Report     | Souhrn zápasu Report |
| -------------------- | ------------------------------------- | -------------------- | ------------------------ | -------------------- |
|                      | 23:59 Ľubomír Vaic PP 68:24 Lukáš Zíb |                      | 56:19 Rostislav Martynek |                      |

2. utkání
|  | Bílí Tygři Liberec | 3 - 4 PP              | HC Oceláři Třinec |  |
|  | Bílí Tygři Liberec | (1:1, 2:1, 0:1 - 0:1) | HC Oceláři Třinec |  |

| Souhrn zápasu Report | Souhrn zápasu Report                                     | Souhrn zápasu Report | Souhrn zápasu Report                                                                      | Souhrn zápasu Report |
| -------------------- | -------------------------------------------------------- | -------------------- | ----------------------------------------------------------------------------------------- | -------------------- |
|                      | 05:58 Valdemar Jiruš 32:14 Václav Pletka 35:12 Jan Víšek |                      | 12:37 Juraj Štefanka 20:17 Marcin Kolusz 56:16 Lubomír Korhoň PP 65:28 Rostislav Martynek |                      |

3. utkání
|  | HC Oceláři Třinec | 2 - 3           | Bílí Tygři Liberec |  |
|  | HC Oceláři Třinec | (0:0, 2:1, 0:2) | Bílí Tygři Liberec |  |

| Souhrn zápasu Report | Souhrn zápasu Report                  | Souhrn zápasu Report | Souhrn zápasu Report                                      | Souhrn zápasu Report |
| -------------------- | ------------------------------------- | -------------------- | --------------------------------------------------------- | -------------------- |
|                      | 21:25 Lubomír Korhoň 38:38 Lukáš Říha |                      | 37:20 Petr Šachl 42:38 Ondřej Hruška 55:37 Tomáš Klimenta |                      |

4. utkání
|  | HC Oceláři Třinec | 4 - 1           | Bílí Tygři Liberec |  |
|  | HC Oceláři Třinec | (2:0, 2:0, 0:1) | Bílí Tygři Liberec |  |

| Souhrn zápasu Report | Souhrn zápasu Report                                                                      | Souhrn zápasu Report | Souhrn zápasu Report | Souhrn zápasu Report |
| -------------------- | ----------------------------------------------------------------------------------------- | -------------------- | -------------------- | -------------------- |
|                      | 07:56 Lubomír Korhoň 08:34 Rostislav Martynek 26:56 Juraj Štefanka 33:41 Vlastimil Kroupa |                      | 42:48 Lukáš Pabiška  |                      |

5. utkání
|  | Bílí Tygři Liberec | 3 - 2 PP               | HC Oceláři Třinec |  |
|  | Bílí Tygři Liberec | (0:1, 0:0, 2:1 - 1:0 ) | HC Oceláři Třinec |  |

| Souhrn zápasu Report | Souhrn zápasu Report                                             | Souhrn zápasu Report | Souhrn zápasu Report                  | Souhrn zápasu Report |
| -------------------- | ---------------------------------------------------------------- | -------------------- | ------------------------------------- | -------------------- |
|                      | 42:30 Václav Pletka 58:07 Lukáš Zíb PP 65:04 Stanislav Procházka |                      | 05:08 Jan Výtisk 58:40 Lubomír Korhoň |                      |

6. utkání
|  | HC Oceláři Třinec | 3 - 1           | Bílí Tygři Liberec |  |
|  | HC Oceláři Třinec | (0:1, 2:0, 1:0) | Bílí Tygři Liberec |  |

| Souhrn zápasu Report | Souhrn zápasu Report                                          | Souhrn zápasu Report | Souhrn zápasu Report    | Souhrn zápasu Report |
| -------------------- | ------------------------------------------------------------- | -------------------- | ----------------------- | -------------------- |
|                      | 31:06 Juraj Štefanka 32:19 Zdeněk Skořepa 54:33 Marcin Kolusz |                      | 18:57 Andrej Podkonický |                      |

7. utkání
|  | Bílí Tygři Liberec | 4 - 2           | HC Oceláři Třinec |  |
|  | Bílí Tygři Liberec | (1:0, 0:1, 3:1) | HC Oceláři Třinec |  |

| Souhrn zápasu Report | Souhrn zápasu Report                                                           | Souhrn zápasu Report | Souhrn zápasu Report                    | Souhrn zápasu Report |
| -------------------- | ------------------------------------------------------------------------------ | -------------------- | --------------------------------------- | -------------------- |
|                      | 00:42 Leoš Čermák 48:00 Tomáš Klimenta 51:15 Václav Pletka 57:11 Václav Pletka |                      | 31:37 Lukáš Říha 54:17 Miroslav Zálešák |                      |

### Statistiky HC Oceláři Třinec
| Základní část | Základní část | Základní část | Základní část | Play off | Play off | Play off | Play off |
| Ročník        | Útočníci      | Obránci       | Brankáři      | Útočníci | Obránci  | Brankáři |          |
| ------------- | ------------- | ------------- | ------------- | -------- | -------- | -------- | -------- |
| 2006/2007     | Zde           | Zde           | Zde           | Zde      | Zde      | Zde      |          |

## Hráli za Třinec
- Brankáři Martin Vojtek (27 ZČ + 2 play off) • Roman Čechmánek (6 ZČ + 9 play off) • Radovan Biegl (11 ZČ) • Lukáš Daneček (15 ZČ) • Štefan Žigárdy (1 ZČ) • Michal Holeš (1 ZČ)
- Obránci Vlastimil Kroupa • Tomáš Frolo • Radim Tesařík • Jan Výtisk • Tomáš Pácal • Daniel Seman • Jaroslav Bartoň • Alexandr Hegegy • Tomáš Kundrátek • Peter Frühauf
- Útočníci Zdeněk Skořepa • Jan Peterek –  • Jiří Polanský • Rostislav Martynek • Lubomír Korhoň • Jaroslav Kudrna • Tomaž Razingar • Roman Tomas • Jiří Hašek • Jan Daneček • Marcin Kolusz • Zbyněk Hampl • Tomáš Vrba • Jan Steber • Zdeněk Pavelek • Lukáš Říha • Juraj Štefanka • Miroslav Zálešák • Vladimír Vůjtek • Lukáš Petrek • Roman Hlouch • Juris Stals • Petr Lipina
- Hlavní trenér Jiří Juřík